# Leica Camera
Leica Camera AG — немецкая компания, специализирующаяся на выпуске цифровых и аналоговых камер для бытового и профессионального применения. Помимо камер, занимается выпуском объективов для них, производством биноклей, зрительных труб, прицелов и дальномеров. Основана в 1849 году. Занимается разработкой фотоаппаратов с 1913 года и серийно производит фотоаппараты с 1925 года. Leica — сокращение от Leitz Camera (камера Лайтца). Прежде называлась «Ernst Leitz GmbH». Leica Camera AG на 45 % принадлежит The Blackstone Group.

## История
В 1849 году фирму под названием «Оптический институт» открывает немецкий инженер Карл Кельнер. До камер тогда ещё было далеко, а славу компания завоевала благодаря микроскопам с отличной оптикой.
В 1855 году Кельнер умер, а его вдова вышла замуж за Фридриха Кристиана Бетле, одного из сотрудников компании, которая сменила название на «Оптический институт Кельнера и Бетле». Но уже в 1869 владельцем фирмы становится Эрнст Лейтц I, пришедший работать в компанию пятью годами ранее. Название меняется на «Оптический институт Лейтца».
Помимо микроскопов «Оптический институт Лейтца» начинает производить бинокли, а также фото- и кинопроекторы. И в 1910 году его возглавляет сын владельца — Эрнст Лейтц II. После вступления в должность он предлагает работу талантливому изобретателю Оскару Барнаку. В 1904 году он разработал оригинальный шторно-щелевой затвор для компактных фотоаппаратов, и загорелся идеей создать действительно портативную камеру для роликовой фотоплёнки.
Первым в этом деле он не стал, но скорость и не была здесь решающим фактором. Первые пленочные камеры сразу разочаровали всех фотоэнтузиастов тем, что отпечатки с пленки по качеству сильно уступали отпечаткам с больших стеклянных пластин. Несмотря на это, Барнак продолжал работу и в 1914 году вручную сконструировал две первые пленочные камеры, одну из которых подарил своему боссу.
Лейтц остался в восторге от новинки, но отправлять её в серийное производство не спешил. Сказывалась и техническая сложность устройства, и финансовое положение компании — после Первой мировой войны фирма оказалась на грани разорения. Но к 1924 году дела наладились, и Лейтц всё же решился на серьёзные инвестиции в массовое производство. Ну, а собранные Барнаком прототипы впоследствии получили название Ur-Leica, что можно перевести как «Прототип Leica». В тот же момент появилось и само название Leica. Leitz представил первую серийную модель на Лейпцигской весенней ярмарке 1925 года под названием Leica I.
В 1930 году впервые был выпущен Leica I Schraubgewinde с системой сменных линз на основе винтовой резьбы диаметром 39 мм, часто называемой LTM (англ. Leica Thread Mount). В дополнение к 50-мм стандартному объективу в комплект входил и широкоугольный объектив 35 мм и телеобъектив 135 мм. В середине 1930-х годов был разработан легендарный объектив с мягким фокусом Thambar 90 мм f/2.2, который производился ограниченным тиражом в период с 1935 по 1949 год. Всего было произведено около 3000 единиц, которые теперь считаются заветной мечтой коллекционеров во всём мире.
Первые модели камеры Leica маркировались аббревиатурой DRP, что означает нем. Deutsches Reichspatent — это название немецких патентов, которые выдавались до мая 1945 года. Скорее всего речь идет о немецком патенте № 384071 Rollfilmkamera, выданном Эрнсту Лейтцу, Optische Werke, 3 ноября 1923 г.
Эрнст Лейтц оказывал огромную поддержку собственным сотрудникам еврейского происхождения и членам их семей, так как понимал, какой вклад эти сотрудники вносят в становление компании. После прихода к власти Гитлера в 1933 году Лейтц начал помогать своим сотрудникам покидать Германию, выкупая целые железнодорожные составы, а также оказывал всяческую поддержку в трудоустройстве этих сотрудников за пределами Германии. Для этих целей Leica массово открывала собственные офисы или магазины в других странах. Это продолжалось вплоть до закрытия границ Германии в 1939 году.
После войны Leica продолжила выпускать модифицированные версии резьбовых Leica II и Leica III вплоть до 1950-х годов. Однако в 1954 году Leica представилa Leica M3 с байонетным креплением Leica M. На послевоенных моделях Leica уже можно обнаружить инициалы DBP, которые означают нем. Deutsches Bundespatent (Федеральный патент Германии), вместо DRP на довоенных моделях. Незначительно изменённые или точные копии фотоаппаратов Leica после аннулирования германских патентов по итогам войны выпускались целым рядом производителей оптики из других стран, например модели Leotax, Nicca и ранние Canon в Японии, Kardon в США, Reid в Англии. Технические решения Leica использованы также при создании большинства послевоенных фотоаппаратов во всём мире, например, семейства Nikon S в Японии. В СССР копии Leica II начали выпускать в 1934 году под названием «ФЭД», а после войны — «Зоркий».
В пятидесятые годы XX века компания стала пионером в использовании электронной обработки данных, что помогало ей производить комплексные расчёты, необходимые в разработке параметров и дизайна оптических систем.
26 ноября 2013 года компания приобрела компанию Sinar Photography AG.

## Продукция
Leica выпускает дорогие дальномерные камеры серии Leica M и зеркальные камеры серии Leica R и соответствующую оптику к ним.
По мнению некоторых, фотокамеры Leica пользуются репутацией надёжных и долговечных и обладают высокими оптическими характеристиками. Тот факт, что фирма была одним из первых крупных производителей фотокамер и что она существовала в годы становления фотографического искусства и технологий, способствовал её известности и привёл к тому, что её название не раз упоминалось даже в литературных текстах.
В области цифровой фотоаппаратуры инженеры Leica Camera AG сегодня тесно сотрудничают с ведущими японскими производителями фотокамер.

## Leica и другие компании
Leica с 50-х годов XX века является культовым брендом, поэтому ряд международных компаний использует комплектующие немецкой компании в маркетинговых целях для того, чтобы улучшить позиционирование или повысить продажи собственных моделей.
Leica и Panasonic
Объективы марки Leica, такие как Nocticron, Elmarit и Summilux, до сих пор используются во многих цифровых фотокамерах Panasonic, а ранее — в японских видеокамерах с 1995 года. Модели Panasonic / Leica впервые включили оптическую стабилизацию изображения в свои цифровые камеры.
Leica и Huawei
С 2016 года Leica является техническим партнёром китайской телекоммуникационной компанией Huawei, и камеры Leica внедряются во все флагманские модели смартфонов Huawei, включая серии P и Mate. Первым смартфоном, который был разработан совместно с камерой Leica, был Huawei P9.

## Скандалы
В апреле 2019 года бренд разместил в сети рекламный ролик, который был назван «Охота», который был резко негативно встречен китайской аудиторией, так как в ролике освещались события китайской истории. В итоге ролик был запрещен на территории КНР, а социальная сеть Weibo заблокировала любые упоминания бренда.

## Фотоаппараты Leica
- Дальномерные фотоаппараты с резьбовым соединением M39×1/28,8
- Дальномерные фотоаппараты с байонетом Leica M
- Однообъективные зеркальные фотоаппараты семейств Leicaflex и Leica R
- Среднеформатные цифровые однообъективные зеркальные фотоаппараты
- Дальномерные цифровые фотоаппараты
- Фотоаппараты серии «Leica Digilux»
- Фотоаппараты серии «Leica Digital compact camera»